# Gräf & Stift GSÜH 290 M12
Der GSÜH 290 M12 war ein von der österreichischen MAN-Tochter Gräf & Stift in Wien von 1984 bis 1991 gebauter Überlandbus.

## Geschichte
Der GSÜH 290 M12 ist eine von zwei Herstellervarianten des sogenannten Gemeinschaftsbusses, der anhand eines von der Österreichischen Post- und Telegraphenverwaltung und den Österreichischen Bundesbahnen gemeinschaftlich (daher der Name) erstellten Anforderungsprofils entwickelt wurde. Der GSÜH 290 M12 ist also nur zeitlich der Nachfolger des GSÜH 240 M12, der österreichischen Version des MAN SÜ 240.
Die Aufbauten waren standardisiert, Motor und Antriebsstrang waren bei Gräf & Stift-Aggregate vom Eigentümer MAN, bei der Variante von Steyr jedoch Eigenentwicklungen. Der Gemeinschaftsbus von Steyr hieß Steyr SL 11 HUA 280.
Die Prototypen liefen noch unter der Bezeichnung GSÜH 280 M12. Eine schwächer motorisierte Variante war der GSÜH 270 M12.
Neben dem Überlandlinienbus (mit der Türanordnung vM) wurden noch andere Modelle hergestellt:
- GSFL 290 M12: Fernlinienbus mit der Türanordnung vh, einem größeren Gepäckraum und besserer Ausstattung wie z. B. Klimaanlage
- GSÜH 270 M10: 10 Meter lange Midibusvariante, überwiegend mit Türanordnung vm. Die schwächer motorisierten Prototypen hießen noch GSÜH 240 M10, also gleich wie die auf dem älteren GSÜH 240 M12 beruhenden Midibusse.

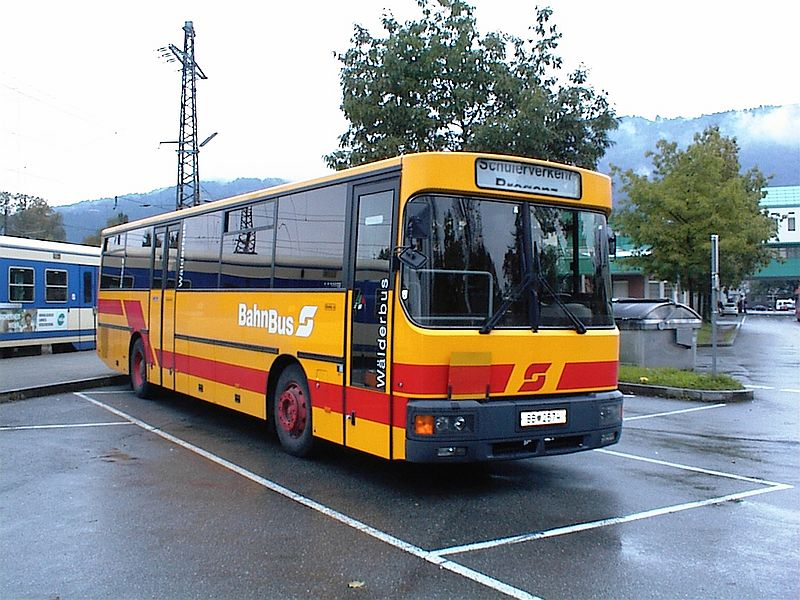
Bahnbus BB 2574, ein GSÜH 310 M12 (mit LKW-Stoßstange), abgestellt am Bahnhof Bregenz

Danach wurden abgeleitete Versionen hergestellt, die z. B. aus Kostengründen Bauteile aus der Lkw-Produktion verwendeten (wie der GSÜH 352 M12). Mit der Konzentration der Busproduktion am MAN-Standort Salzgitter (DE) endete 1997 die Produktion der Gemeinschaftsbusse.
Erklärung der Typenbezeichnungen:
- GS = Gräf & Stift
- Ü = Überlandbus
- F = Fernlinienbus
- H = Heckmotor
- M = Länge in Metern

Erklärung der Türanordnung:
- Kleinschreibung = 1 Türflügel
- Großschreibung = 2 Türflügel
- v, V = Türe vor der Vorderachse
- m, M = Türe zwischen der Vorder- und der Hinterachse
- h, H = Türe nach der Hinterachse

## Abnehmer
Fast alle Busse gingen an den österreichischen Postbus und Bahnbus.
| Baujahr  | Baujahr      | 1984 | 1985 | 1986 | 1987 | 1988 | 1989 | 1990 | 1991 | 1992 | 1993 | 1994 | 1995 | 1996 | 1997 |
| Überland | GSÜH 280 M12 | 4    | 2    | –    | –    | –    | –    | –    | –    | –    | –    | –    | –    | –    | –    |
| Überland | GSÜH 290 M12 | –    | 1    | 1    | 29   | 63   | 46   | 29   | 23   | –    | –    | –    | –    | –    | –    |
| Überland | GSÜH 270 M12 | –    | –    | –    | –    | –    | –    | –    | 2    | 27   | 32   | –    | –    | –    | –    |
| Überland | GSÜH 370 M12 | –    | –    | –    | –    | –    | –    | –    | –    | –    | –    | 20   | 34   | 31   | –    |
| Überland | GSÜH 320 M12 | –    | –    | –    | –    | –    | –    | –    | –    | –    | –    | 1    | 15   | –    | –    |
| Überland | GSÜH 352 M12 | –    | –    | –    | –    | –    | –    | –    | –    | –    | –    | –    | –    | –    | 25   |
| Fern     | GSFL 290 M12 | –    | –    | –    | –    | –    | –    | 14   | 10   | –    | –    | –    | –    | –    | –    |
| Fern     | GSFL 370 M12 | –    | –    | –    | –    | –    | –    | –    | –    | 5    | 2    | 5    | 4    | 1    | –    |
| Midi     | GSÜH 240 M10 | –    | –    | 5    | –    | –    | –    | –    | –    | –    | –    | –    | –    | –    | –    |
| Midi     | GSÜH 270 M10 | –    | –    | –    | –    | –    | –    | –    | –    | 1    | –    | 4    | –    | –    | –    |
| Midi     | GSÜH 320 M10 | –    | –    | –    | –    | –    | –    | –    | –    | –    | –    | 7    | 3    | –    | –    |
| Midi     | GSÜH 310 M10 | –    | –    | –    | –    | –    | –    | –    | –    | –    | –    | –    | –    | 3    | 6    |

| Baujahr  | Baujahr      | 1984 | 1985 | 1986 | 1987 | 1988 | 1989 | 1990 | 1991 | 1992 | 1993 | 1994 | 1995 | 1996 | 1997 |
| Überland | GSÜH 280 M12 | 2    | –    | –    | –    | –    | –    | –    | –    | –    | –    | –    | –    | –    | –    |
| Überland | GSÜH 290 M12 | –    | –    | 1    | 3    | 25   | 28   | 19   | 6    | –    | –    | –    | –    | –    | –    |
| Überland | GSÜH 270 M12 | –    | –    | –    | –    | –    | –    | –    | –    | 6    | 25   | 2    | –    | –    | –    |
| Überland | GSÜH 320 M12 | –    | –    | –    | –    | –    | –    | –    | –    | –    | –    | –    | 13   | –    | –    |
| Überland | GSÜH 310 M12 | –    | –    | –    | –    | –    | –    | –    | –    | –    | –    | –    | –    | –    | 8    |
| Fern     | GSFL 290 M12 | –    | 1    | –    | –    | –    | –    | –    | –    | –    | –    | –    | –    | –    | –    |
| Fern     | GSFL 370 M12 | –    | –    | –    | –    | –    | –    | –    | –    | –    | –    | 11   | –    | –    | –    |
| Midi     | GSÜH 240 M10 | –    | 3    | 2    | –    | –    | –    | –    | –    | –    | –    | –    | –    | –    | –    |

Nach dem Plansoll (von z. B. 15 Jahren beim Postbus) kamen die Busse teilweise noch bei kleineren Verkehrsbetrieben in Österreich zum Einsatz oder wurden gleich nach Osteuropa verkauft.
Als Oldtimer gibt es in Österreich noch welche bei Retrobus.